# City FM
City FM was een Nederlandse commerciële radiozender.

## Geschiedenis

### Editie West
City FM begon via een van de kanalen van de SALTO Omroep Amsterdam en zond toen uitsluitend dancemuziek uit. Later ging City FM commercieel en werd het muziekaanbod verbreed. In 2001 werd de zender Sun FM overgenomen, waardoor City FM voortaan ook te horen was in de provincies Zuid-Holland en Utrecht. Enige tijd later ging de zender zich specialiseren in pop- en rockmuziek. In 2003 veranderde men het muziekgenre in Classic Rock en heette het station voluit City FM Classic Rock. Op hetzelfde moment was de zender ook in heel Noord-Holland via de ether te beluisteren.
Op 1 januari 2009 stopte Editie West met de etheruitzendingen. De frequenties gingen over naar Radio Decibel. De zender is tot op heden nog wel via internet te beluisteren.

### Editie Noord
In 2004 nam men het noordelijke radiostation Rebecca Radio over, met frequenties in Friesland, Groningen, Drenthe, Overijssel en het noorden van Flevoland. Hierbij veranderde het format per 15 augustus van dat jaar in Classic Rock. De locatie in Meppel werd gesloten. De zender zond nu uit in hetzelfde pand als City FM in het Zuid-Hollandse Rijswijk onder de naam Rebecca FM Classic Rock met hetzelfde format en vormgeving als City FM. Op 1 december 2006 werd dit station omgedoopt tot City FM Classic Rock. Vanaf begin 2007 draaide men naast Classic Rock ook moderne rockmuziek.
Op 1 januari 2009 onderging editie noord een aantal wijzigingen. De slogan Classic Rock kwam te vervallen en de nieuwe slogan was Best Rock in Town. Het station richtte zich nu op rock muziek in de breedste zin van het woord.
Op 10 april 2011 werd Editie Noord vervangen door Arrow Classic Rock Noord, dat op 1 maart 2013 weer is vervangen door Freez FM.

### Themakanalen
De radiozender had sinds begin 2007 ook een aantal themakanalen, deze waren tot februari 2009 te beluisteren via de website. Zo waren er themakanalen voor modern rock, rockballads, nederrock en live rock. City FM is gestopt met uitzenden via internet.